# Siemens Desiro
Siemens Desiro — лінійка пасажирських швидкісних моторвагонних рухомих складів, розроблене Siemens Mobility, підрозділом німецького конгломерату Siemens AG. Desiro випускаються як у дизельному, так і в електричному варіанті.

## Версії Siemens Desiro
Існують чотири основні версії Desiro:

### Desiro Classic
Найпоширеніша версія, використовується в центральній і східній Європі. Склад дизельного варіанту зазвичай складається з двох або трьох секцій, електричного — з чотирьох-шести. Кабіни управління встановлені з обох кінців поїзда в головних вагонах . Колісні пари розташовуються під кабінами і між секціями (візки Якобса). Довжина однієї секції — 16 м, в кожній секції одна пара дверей.
Решта версій формуються з чотиривісних односекційних вагонів, з можливістю проходу через весь поїзд.

### Desiro UK
Британський варіант поїзда.

### Desiro ML
Siemens Desiro Mainline — Варіант для більш тривалих поїздок. Найновіша модель, випускається з 2007 року. Саме ця модель стане спільною продукцією з компанією Сінара і буде вироблятися на заводі Уральські Локомотиви. (Desiro RUS).
Передбачається випуск трьох-і п'ятивагонних рухомих складів. Моторні вагони — головні, по дві пари дверей на вагон.

### Desiro Double Deck
Двоповерховий варіант формується з чотиривісних односекційних вагонів. Фактично копія нідерландських і чеських двоповерхових електричок. Зараз використовується тільки в S-Bahn Цюриха.
Всі варіанти окрім ML розраховані на використання на місцевих (приміських) лініях. Конструкційна швидкість — до 160 км/год (Classic — 120 км/год).

## Siemens Desiro в Росії
29 грудня 2009 року компанія Російські залізниці підписала контракт з Siemens на поставку 38 електропоїздів Siemens Desiro Rus вартістю 410 мільйонів євро для Аероекспресів Зимових Олімпійських ігор в Сочі, які пройдуть в 2014 році. Перші 38 електропоїздів будуть вироблені в Німеччини, інші 16 (на які укладено попередній контракт) — в Росії.
У березні 2011 року ТОВ «Уральські локомотиви» (СП «Сіменс АГ» і групи «Сінара») і ТОВ «Аероекспрес» створюють спільне підприємство з виробництва поїздів Siemens Desiro Rus в Росії. Виробництво складів буде здійснюватись на УЗЖМ в Верхній Пишмі (Свердловська область). Запуск виробництва запланований на початок 2012 року. Згідно з планами, завод буде виробляти для РЖД близько 200 вагонів щорічно. До 2017 року 80 відсотків виробництва цих поїздів повинно бути локалізовано в Росії.
Локалізовані для Росії версії поїздів Siemens Desiro Rus отримали назву «Ластівка».
У складі кожного поїзда п'ять вагонів. Головні вагони поїзда є моторними, з осьовою формулою 20−20. На моторних вагонах встановлені асинхронні двигуни, потужністю 320 кВт кожен. Тяговий привід на поїздах 2 класу, що включає в себе двоступінчастий редуктор з проміжним зубчастим колесом; передавальне відношення 4,85. Вагони поїзда мають двоступеневе ресорне підвішування, центральне підвішування пневматичне. Двері поїзда обладнані автоматичними висувними сходами, що дозволяє експлуатацію на ділянках з низькими платформами.
Потяги Desiro RUS є двосистемним, може експлуатуватися на залізницях електрифікованих як на постійному струмі 3кВ, так і на змінному 25 кВ, що дозволяє використовувати їх на маршрутах з ділянками, що живляться від різних систем енергопостачання без зупинок на станціях стикування видів струму. У 2013 році планується запустити Desiro RUS за таким маршрутом: Адлер — Краснодар, без зупинки на станції стикування Гарячий Ключ. Під час олімпіади в Сочі поїзди Desiro RUS також будуть експлуатуватися на маршруті з різними системами енергопостачання.
18 вересня 2012 — поїзд «Ластівка» (ЕС1-002), який прямував з Експериментального кільця ВНДІЗТ в Щербинці для проходження випробувань на Горьківській залізниці, зіткнувся з автомобілем МАЗ на переїзді біля платформи Карачарово в Москві.
1 листопада 2012 стало відомо про те, що будівництво електропоїздів «Ластівка» російського виробництва почнеться в травні 2013 року.